# Aachener Augenheilanstalt

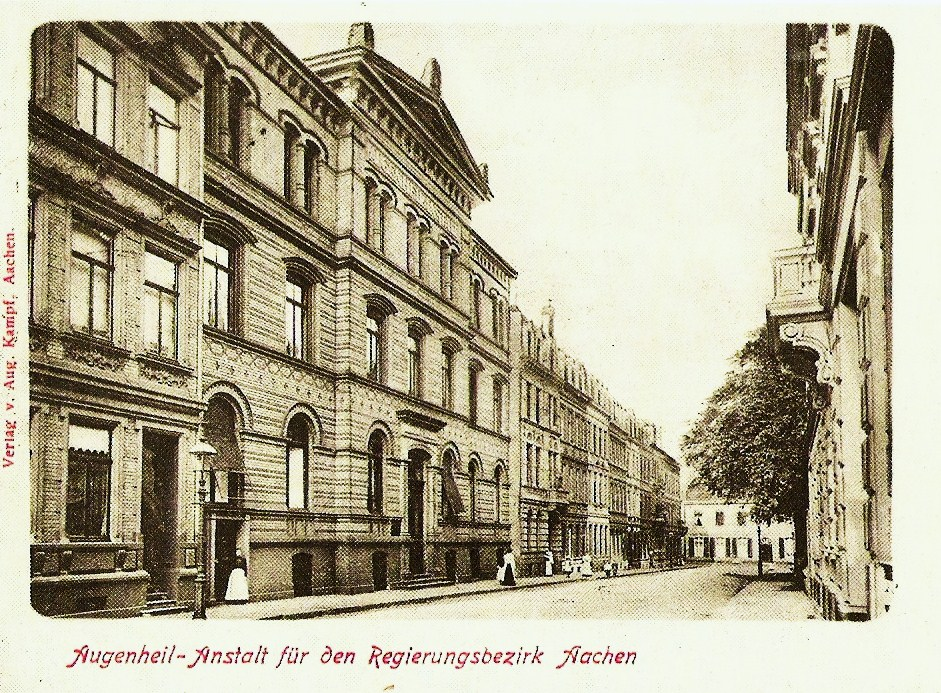
Front der Aachener Augenheilanstalt (1888)

Die Aachener Augenheilanstalt, auch Augenheilanstalt in den Rheinlanden war ein in den Jahren 1887/88 nach Entwurf des Architekten Eduard Linse errichtetes Krankenhaus in Aachen, Stephanstraße 16–20, welches heute als Jugendheim genutzt wird. Das historistische Gebäude steht unter Denkmalschutz.

## Geschichte
Die Grundsteinlegung der neuen Provinzial-Augenheilanstalt für den Regierungsbezirk Aachen fand Ende April 1887 statt. Zuvor war die Augenheilanstalt im Jahr 1879 im Aachener Sandkaulsteinweg Nr. 3 mit 26 Betten eröffnet worden. Die dortigen Verhältnisse und der gestiegene medizinische Bedarf bewirkten schließlich auf Initiative des leitenden Augenarzt Louis Alexander (1838–1897) eine Neuorientierung. Der Aachener Architekt Eduard Linse erstellte daraufhin den Entwurf für einen Neubau nach modernsten Gesichtspunkten und mit einer Kapazität für 66 Betten und hatte auch die Oberleitung bei der Ausführung inne, während A. Henrisch als Bauführer vor Ort tätig war. Finanziert wurde der Neubau mit einem Betrag in Höhe von 60.000 Goldmark von dem Aachener Verein zur Beförderung der Arbeitsamkeit. Ende Oktober 1888 wurde die Augenheilanstalt feierlich eröffnet.
Während des Ersten Weltkrieges diente das Haus als Notlazarett. Nachdem anschließend die Belegzahlen auch auf Grund der Konkurrenz anderer Augenkliniken zurückgingen, wurde im Jahr 1924 die Provinzial-Augenheilanstalt zunächst von der Stadt Aachen übernommen und schließlich 1935 unter der Leitung von Peter Geller in das städtische Elisabeth-Krankenhaus in der Goethestraße eingegliedert. 
Heute ist in dem Bauwerk in der Stephanstraße die Einrichtung Offene Tür (OT)-Carl Sonnenschein, Jugendheim der Pfarre St. Jakob der Stadt Aachen untergebracht. Die Räumlichkeiten werden unter anderem auch für Feiern der Rheinisch-Westfälischen Technischen Hochschule Aachen genutzt.

## Beschreibung
Die gestalterische Idee des Architekten war eine Tempelanlage als Profanbau zur Präsentation der Ophthalmologie. Die Funktion des Gebäudes war an der heute nicht mehr vorhandenen Inschrift AUGENHEILANSTALT abzulesen. 
Linse hatte das Haus der Straßenfluchtlinie angepasst. Zu dem Bauobjekt gehörte eine 900 m² große Landschaftsarchitektur mit Gartenkunst in Form von einem Rundweg, Grünflächen und Baumbepflanzung. Im Gegensatz zu der eher schlichten Baugestaltung war die Landschaftsarchitektur pittoresk in Rokoko-Manier gestaltet. Wegen der Kürze des Grundstücks wurde der zehn Meter lange Vorgarten nicht ausgeführt. Die Krankenzimmer lagen zum Schutz der Augenkranken vor extremen Sonnenlicht nach Nordosten. Vor den Krankenzimmern der Obergeschosse waren in dem drei Meter breiten Korridor Ruhebänke platziert. Die Untersuchungs- und Behandlungsräume sowie die Verwaltung lagen im Erdgeschoss, die Operationsräume ganz oben im Haus.
Die Etagen des dreigeschossigen Bauwerks haben im Parterre und im Wirtschaftsbereich eine Höhe von 4,65 m, auf der ersten für männliche Patienten und der zweiten Etage für weibliche Patienten 4,55 m. In dem dritten Stockwerk lagen neben den Operationssälen die Trockenspeicher und Mansardenzimmer. Das Gebäude ist unterkellert mit einem Untergeschoss. Von den sieben Achsen sind drei risalitförmig mit Überhöhung und mittig angeordnetem Haupteingang gestaltet. Die Tiefe von dem Risalit zu der Rücklage misst circa 50 cm. Ein schmales Tympanonfeld über einer Konsolreihe, Eck- und First-Akroterien bekrönen den Risalit. Der Ökonomiebereich hatte einen separaten Hauseingang in der ersten linken Achse. 
Das erste und zweite Geschoss weisen Ziegel und zeitgemäßen Greppiner Klinker als Sichtmauerwerk, dem Verblender auf. Die gelbe und rote Farbe der Ziegel ermöglichte eine bandförmige Musterung der Fassade. Diese Ornamentgestaltung setzte Linse besonders im Erdgeschoss ein, das mit einem länglichen Hexagon–Fries zur ersten Etage hin abschließt. Das dritte Geschoss ist ohne Blendwerk aus rotem Kyllburger Sandstein ebenso die Gesimse, Fenster- und Türgewände. Die dritte Etage ist mit Zwillingsfenstern und mittiger Säule mit hellenistischer Teilkannelur gestaltet. Zu der Dachkante schließt sie mit einer Konsolreihe ab. Die zweite Etage hat geradlinige Sturzquader, die erste Rundbogenfenster. Bei der Rückfront ist der Risalit tiefer angelegt. Die Rücklage der ersten Etage hatte je eine Loggia, die zweite offene Terrassen. 
Aus feuerfestem Eisen und Granitstufen war die Haupttreppe. Die gewölbten Flure waren mit Terrazzo-Mosaik dekoriert. Eichenholz-Riemenparkett überzog die Fußböden. Graugrüner Leim- oder Ölfarbenanstrich befand sich in den Zimmern der Kranken und in den Untersuchungsräumen. Das Assistenzarzt-Wohnzimmer, das Oberarzt-Privatzimmer und das Kuratoriums-Sitzungszimmer waren tapeziert. Die elektrische Klingelanlage und Sprachrohre dienten der Kommunikation innerhalb des Hauses.
Von der Firma Bechem & Post in Hagen stammte die Zentralheizungs- und Lüftungsanlage mit einem konzessionsfreien kleinen Niederdruck-Dampfkessel. Er musste einmal pro Tag geschürt und mit Koks nachgefüllt werden. Zu der Heizanlage gehörten in den Räumen Heizkörper aus Gusseisen. Zudem befand sich in dem Untergeschoss ein Desinfektionsapparat der Kölner Firma Arnoldi & Wiedemann. Die Zimmer der Patienten, die mit Gaslicht beleuchtet wurden, waren zur Lichtabdämpfung mit Rolljalousien versehen, die in verzinkten Eisenrahmen liefen. Über eine städtische Wasserleitung erfolgte die Trinkwasserversorgung. Das Waschwasser wurde einer Regenzisterne entnommen.

## Denkmälerverzeichnis

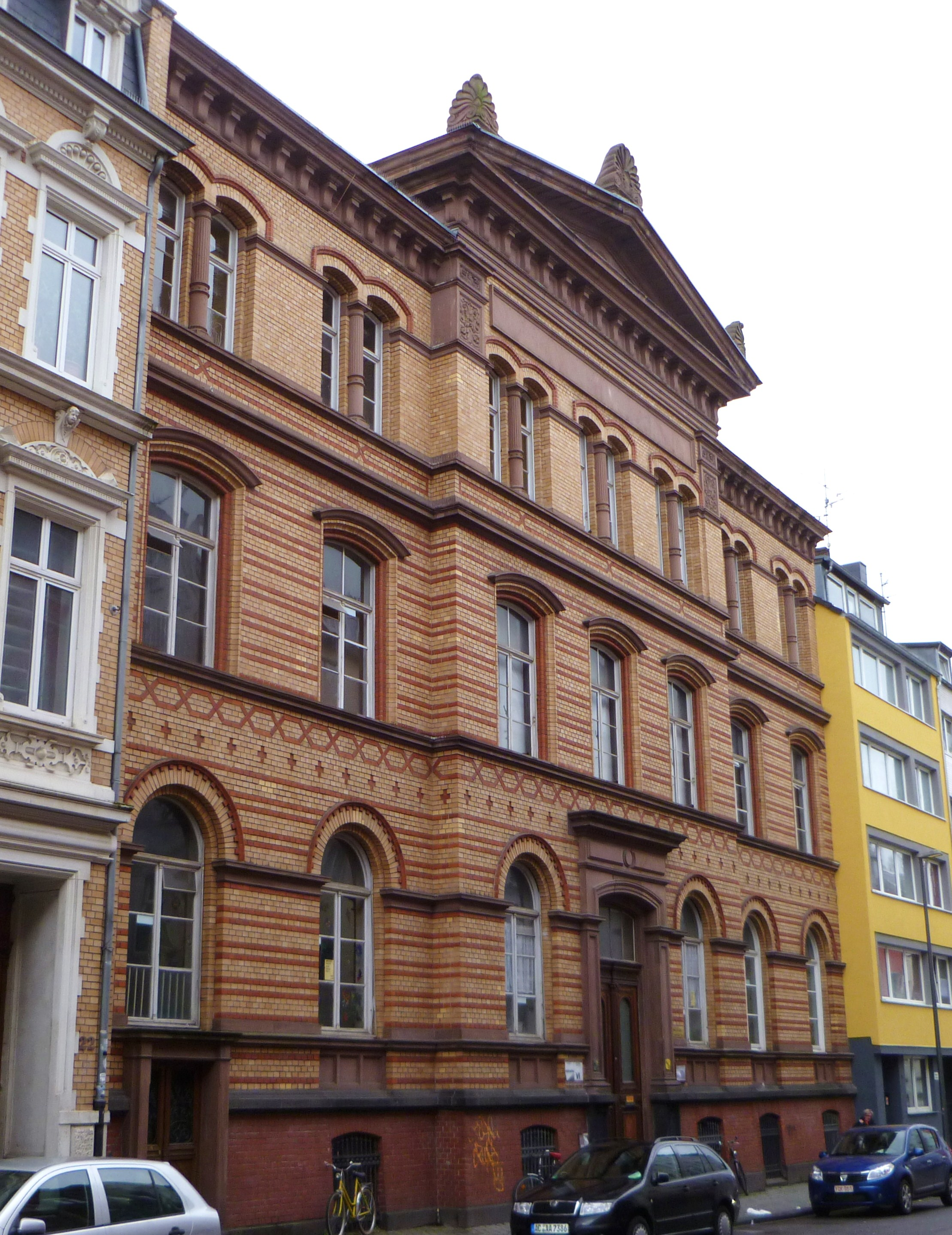
Gebäude der ehemaligen Augenheilanstalt 2012

1977 erfolgte vom Landeskonservator Rheinland der Eintrag in das Denkmalverzeichnis:
„ehemalige Augenklink     Jetzt Jugendamt, Stephanstraße 16–20
1878 (E.Linse);
3geschossiger Backsteinbau in 7 Achsen, mit 3achsigem übergiebeltem Mittelrisalit, spätklassizistische Schmuckformen.“

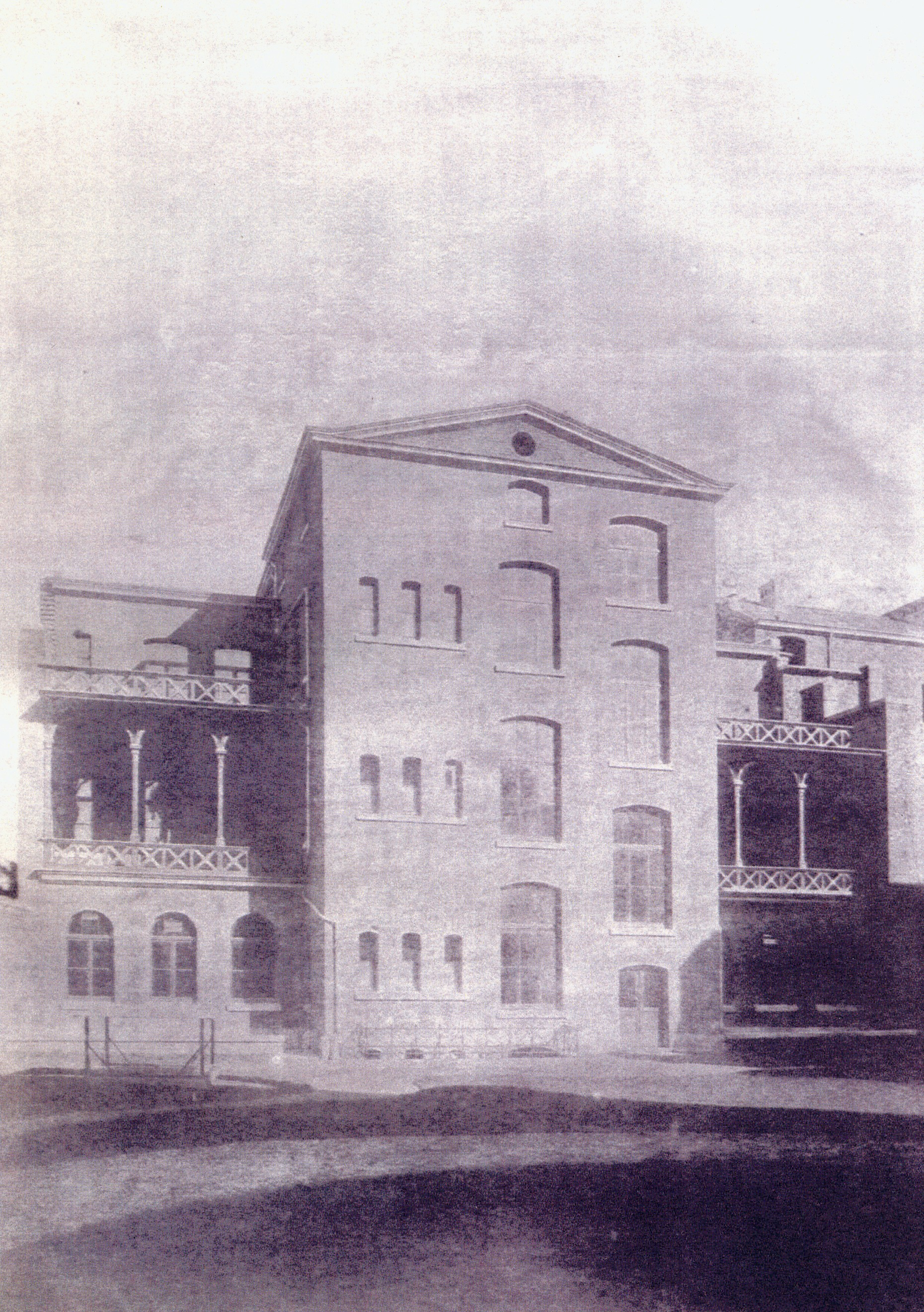
Rückfront
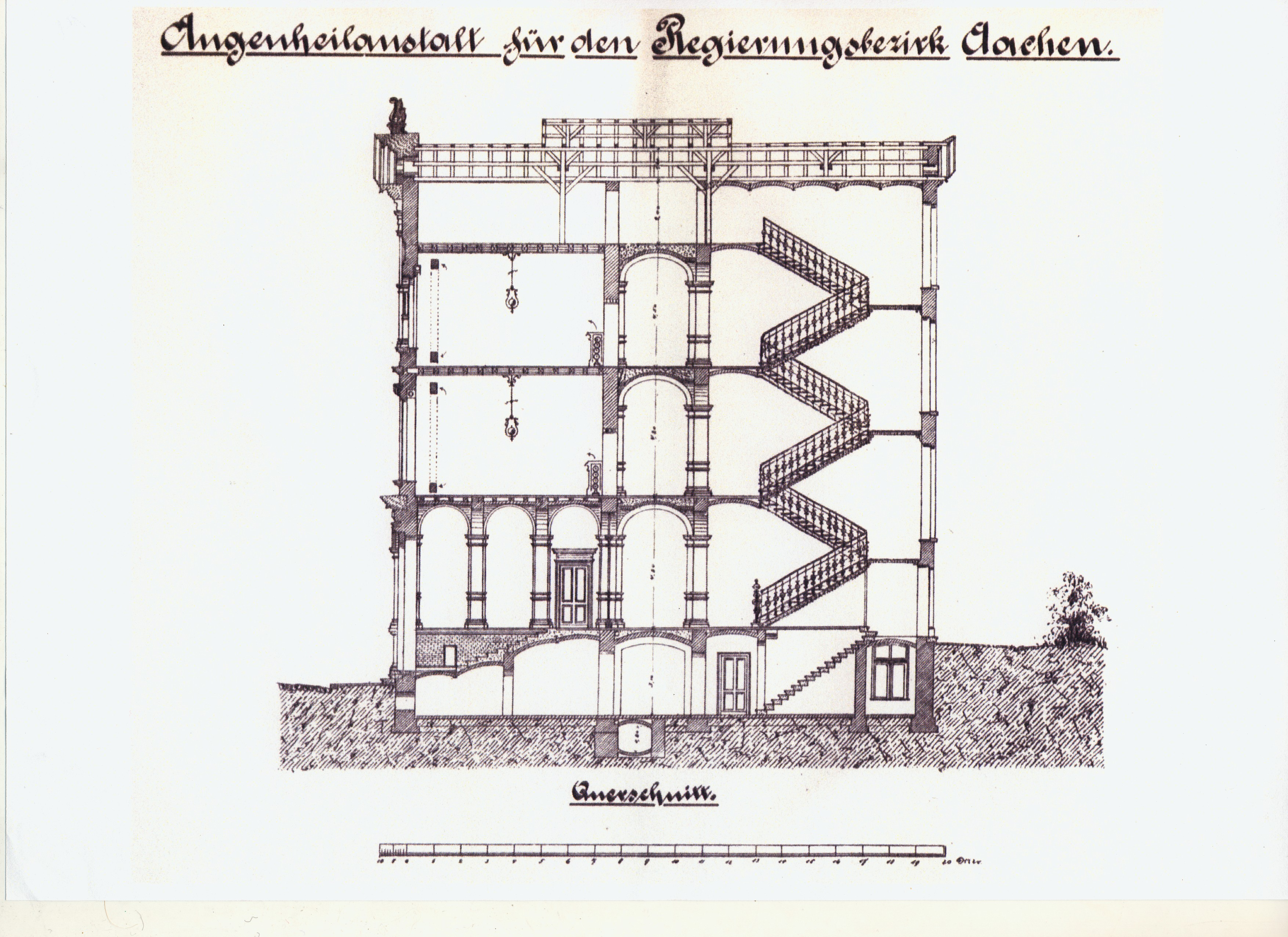
Querschnitt
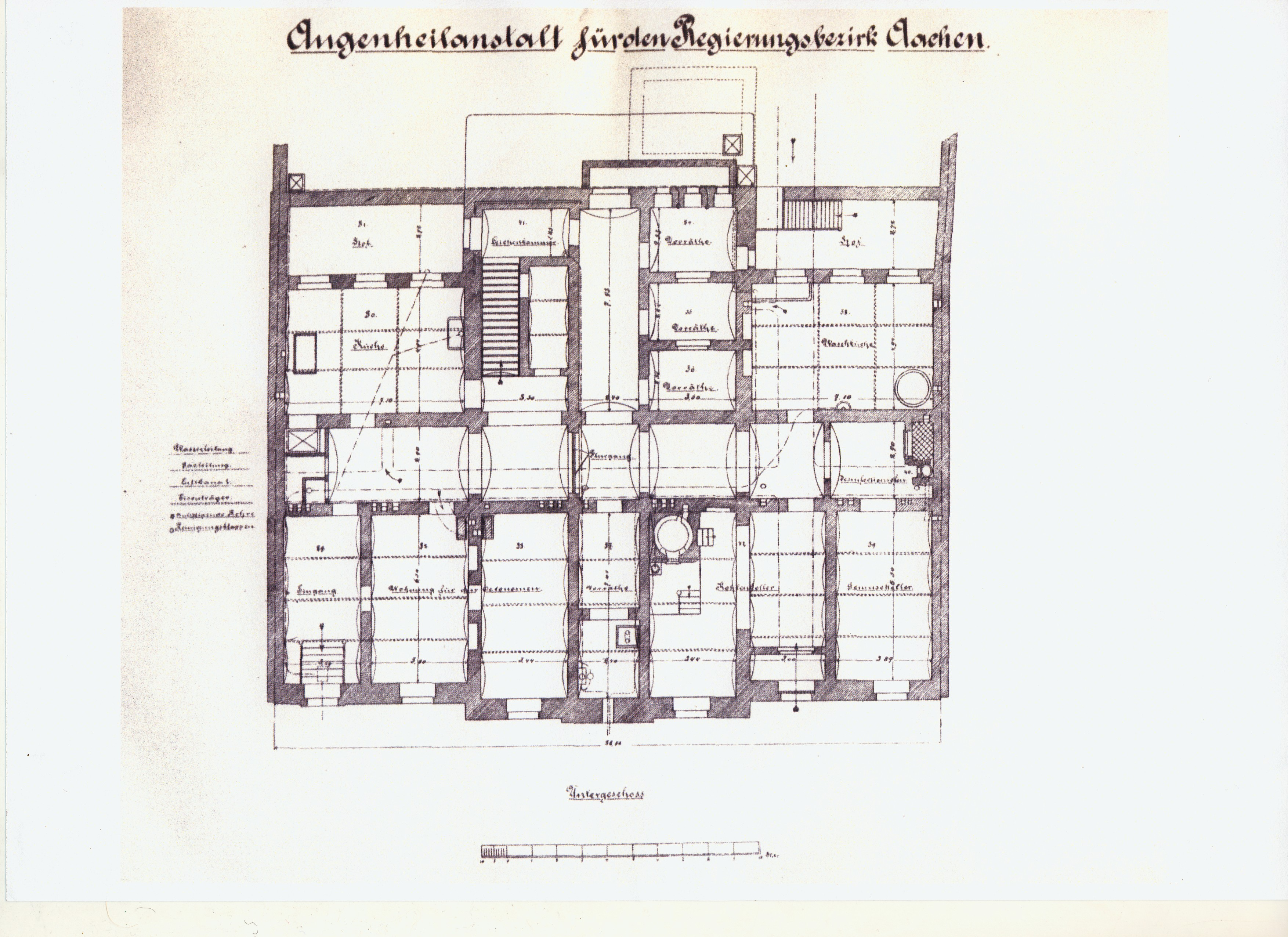
Untergeschoss
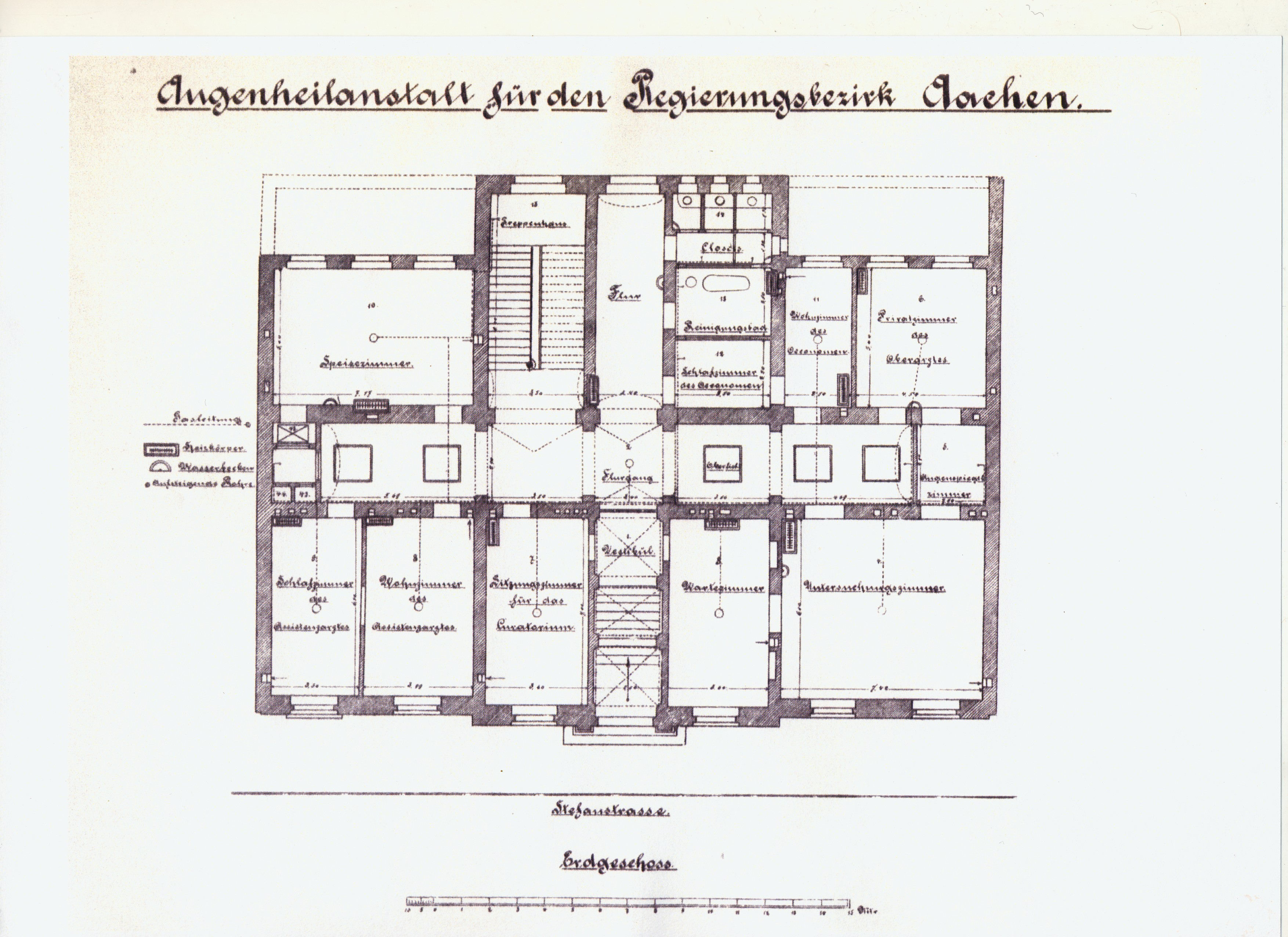
Erdgeschoss
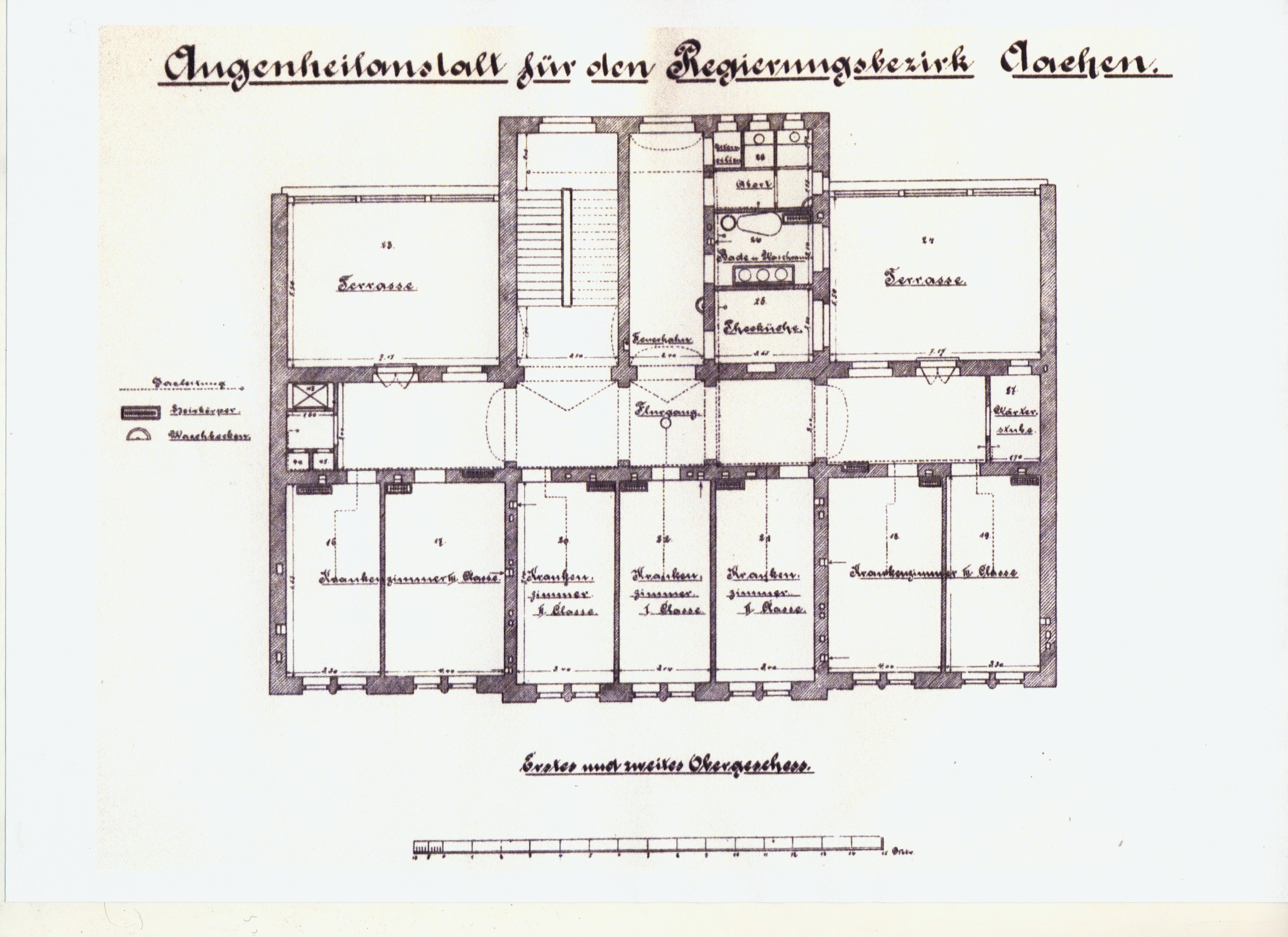
Erstes und zweites Obergeschoss
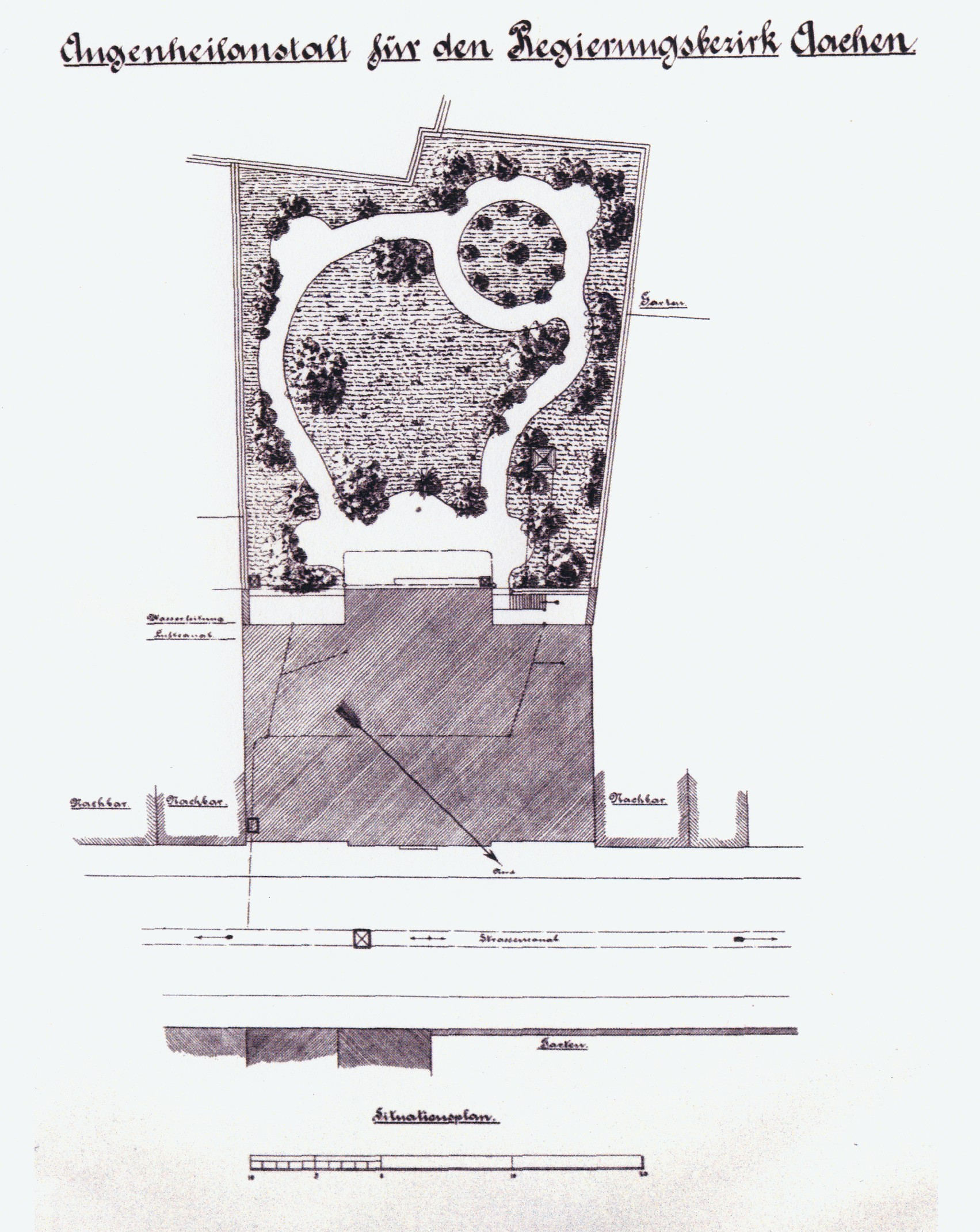
Gartenarchitektur